# Manuel Cerveira Pereira
Manuel Cerveira Pereira (Ponte da Barca, Ponte da Barca - ?) foi um administrador colonial português.

## Biografia
Exerceu o cargo de Capitão-General na Capitania-Geral do Reino de Angola, por duas vezes, a primeira entre 1603 e 1606, tendo sido antecedido por João Rodrigues Coutinho e sucedido por Manuel Pereira Forjaz, o segundo mandato foi entre 1615 e 1617 tendo sido antecedido por Bento Banha Cardoso e sucedido por Luís Mendes de Vasconcelos. 
Manuel Cerveira Pereira fundou o Forte de São Filipe de Benguela, em 1617. Junto à fortificação, firmou-se um núcleo de povoação que, mais tarde, se tornaria a capital do novo domínio português ao sul de Angola, o Reino de Benguela, que foi administrado autonomamente de 1617 até 1869.
Foi impressa uma nota de 50 angolares de Angola, bem como selos, com a sua imagem.
Tem uma Rua com o seu nome em Ponte da Barca, Ponte da Barca, e uma Praceta e uma Praça com o seu nome, respectivamente no Alto do Pina e no Beato, em Lisboa.